# Leucophora floralis
Leucophora floralis är en tvåvingeart som beskrevs av Robineau-desvoidy 1830. Leucophora floralis ingår i släktet Leucophora och familjen blomsterflugor.
Artens utbredningsområde är Frankrike. Inga underarter finns listade i Catalogue of Life.